# Salvatore Varriale (giocatore di baseball)
Salvatore Varriale, detto Sal (New York, 24 ottobre 1948), è un ex giocatore di baseball, allenatore di baseball e dirigente sportivo italiano. Nella sua carriera, tra giocatore, allenatore e dirigente, ha vinto 11 scudetti e 15 coppe dei campioni con il Parma Baseball, e 6 european con la Nazionale. Ha partecipato a 4 olimpiadi: Barcellona (1992), Atlanta (1996), Sydney (2000) e Atene (2004).

## Biografia
Nato a Brooklyn, New York, si trasferì in Italia, a Parma. Ha giocato nel Parma Baseball dal 1972 al 1984, col numero 27. Vanta 59 presenze nella nazionale di baseball dell'Italia.
Una volta ritirato dalla attività agonistica, sostituì il dimissionario Pellacini nel ruolo di manager della formazione parmense. La squadra conquistò lo scudetto 1985 e la Coppa dei Campioni 1986. 
1985 Manager dell'anno Successivamente è rimasto nello staff di Parma, ma nelle vesti di coach e direttore sportivo. Ha fatto parte dello staff tecnico anche della Nazionale italiana. In seguito ha partecipato come commentatore televisivo delle partite della MLB in Italia per Telemontecarlo, Eurosport e Sky Sport .
Nel 2009 il Parma Baseball ha ritirato la maglia numero 27 in suo onore.